# Omenka Gallery
Omenka Gallery è una galleria d'arte attiva dal 2003 a Lagos, Nigeria. È situata a Ikoyi, una delle zone più vivaci della città. Uno spazio d'avanguardia che è stato in grado di promuovere e proiettare l'arte contemporanea nigeriana al di fuori dei confini nazionali.
La Galleria Omenka ospita una delle più belle collezioni del lavoro dal famoso artista nigeriano, Ben Enwonwu, che ha influenzato lo sviluppo dell'arte moderna e contemporanea nigeriana. Si trova all'interno della Ben Enwonwu Foundation, costituita nel 2003 per preservare e conservare le sue opere, aumentando la visibilità e l'apprezzamento di arte contemporanea africana.
La galleria sin dall'inizio ha adottato un approccio interculturale mirato a scambi culturali tra istituzioni e artisti provenienti da tutto il mondo attraverso la realizzazione di mostre, dibattiti, seminari e workshop. 
Attualmente promuove le opere di  artisti nigeriani sia emergenti che affermati attraverso mostre personali e collettive.
La galleria ha partecipato ad eventi di grande notorietà come Art Expo New York, oltre che aver curato una mostra tra Nigeria e Italia presso il Civic Center, Victoria Island, dove un gruppo di artisti nigeriani e italiani esponevano fianco a fianco promuovendo la diversità culturale.

## Artisti
- Alatise Peju
- Alex Nwokolo
- Chidi Kwubiri
- Emenike Ogwo
- Jefferson Enoyore
- Uche Eche
- Kelani Abass
- Kelechi Amadi-Obi
- Lolade Cameron-Cole
- Mudi Yahaya
- Ola Balogun
- Oliver Enwonwu
- Sam Ebohon
- Toyin Bello-Sokefun
- Uche James-Iroha

## Mostre
- 2016 Insanity, la prima esibizione di gruppo iperrealista in Nigeria, che ha ospitato artisti come Arinze Stanley Egbengwu, Ken Nwadiogbu e Ayo Filade.
- 2011 State of Inertia di Jefferson Enoyore Jonahan
- 2011 Untitled
- 2010 Tainted Visions di Obi Nwaegbe
- 2010 Water Colour, Painting & Drawing
- 2010 Upon your Reflection
- 2010 Fragments
- 2010 Whisper Araism
- 2010 Reconstruction in Reverse
- 2009 New Episode
- 2009 A perspective of Nigerian Photography
- 2009 Streams of Consciousness
- 2009 Musing di Alex Nwoklo
- 2008 Life & Times di Ben Onwonwu

## Pubblicazioni
- 2010 Fragments Authored by Kunle Adeyemi  Foreword by Oliver Enwonwu
- 2010 TAINTED VISIONS (Nomad Series) Authored by Obi Nwaegbe Foreword by Oliver Enwonwu
- 2009 MUSING Authored by Abiodun Olaku and Ben Osaghae Foreword by Oliver Enwonwu
- 2009 A PERSPECTIVE OF CONTEMPORARY NIGERIAN PHOTOGRAPHY Authored by Oliver Enwonwu  Foreword by Tam Fiofori
- 2009 STREAM OF CONSCIOUSNESS Authored by Aimufia Osagie Foreword by Oliver Enwonwu
- 2008 BEN ENWONWU LIFE AND TIMES Authored by Oliver Enwonwu Foreword by Simon O. Ikpakronyi